# Georg Adam Ostertag
Georg Adam Ostertag (* 1675; † 3. Oktober 1743 in Bonfeld) war Scharfrichter und Wasenmeister in Wimpfen und in Orten des Ritterkantons Kraichgau. Er führte 1717 die letzte Hinrichtung durch den Scheiterhaufen in seinem Wirkungsgebiet durch.

## Leben
Ostertag kam 1703 in den Dienst der Stadt Wimpfen und hatte bald auch in den meisten Kraichgauorten die Scharfrichter- und Wasenmeisterei inne. Im Rahmen seiner Aufgaben führte er 1717 in Fürfeld die letzte in der Gegend belegte Verbrennung auf dem Scheiterhaufen durch; die Hingerichtete war die der Hexerei beschuldigte Anna Maria Wagemann. Ostertag hatte vermutlich zuvor auch das Urteil im letzten Hexenprozess in Schwaigern 1713 vollstreckt, wobei am 6. September 1713 eine Anna Maria Heinrich durch Feuer exekutiert wurde. 
Ostertag wird als ungehobelter und rüpelhafter Mensch beschrieben, der seine Aufgaben im Bereich der Abdeckerei, die größeren Raum als die Scharfrichtertätigkeit einnahm, nicht immer zufriedenstellend erledigte. So ließ er sein eigenes Pferd tot in Wimpfen liegen und musste wegen Beleidigungen gegen die Viehbeseher eine 24-stündige Turmstrafe absitzen. Ein von ihm bei Gundelsheim im Neckar entsorgter Tierkadaver führte zu einer Beschwerde des auf Schloss Horneck sitzenden Deutschordenskomturs. Aus seiner Tätigkeit als Abdecker hatte er verschiedene Abgaben an die Dienstherren zu entrichten: jährlich hatte er u. a. zwei gut gegerbte Hundehäute für Handschuhe zu liefern, außerdem Rosshaar für die Vogelfängerei und Aas für Wolfs- und Fuchsfallen sowie zur Verpflegung der Hunde der Herrschaft. Auch diesen Forderungen kam er nur ungenügend nach.
1733 übergab er seine Wimpfener Ämter und sein Haus in Wimpfen am Berg an seinen Sohn Johann Bernhard Christoph Ostertag. Da es in der Folge zum Streit zwischen Vater und Sohn kam, zog Georg Adam Ostertag 1736 nach Eppingen, später nach Bonfeld. Im Januar 1738 trat er als Scharfrichter und Wasenmeister in die Dienste von Philipp und Johann Dietrich von Gemmingen in deren Herrschaftsgebiet in Bonfeld mit Wollenberg, Dammhof, Anteilen an Hüffenhardt, Kälbertshausen und Neckarmühlbach sowie Fürfeld.
Nach seinem Tod 1743 ging sein Amt in Bonfeld über die Erbpacht an seinen Schwiegersohn Christoph Dietrich Carle über.